# Chabenec
Der Chabenec ist ein 1955 m n.m. hoher Berg in der Niederen Tatra. Er befindet sich am Hauptkamm des Gebirges zwischen den Bergen Ďurková (1750 m n.m.) westlich und Kotliská (1937 m n.m.) östlich von Chabenec, im Ďumbierske Tatry genannten Teil der Niederen Tatra, und ist Teil des slowakischen Nationalparks Niedere Tatra. Der Gipfel ist zwischen den Gemeinden Jasenie (Okres Brezno, Banskobystrický kraj) und Dúbrava (Okres Liptovský Mikuláš, Žilinský kraj) geteilt, die nächsten Siedlungen sind jedoch Magurka und Železnô (beide Gemeinde Partizánska Ľupča) in westlicher Richtung.
Der kahle Berg befindet sich in dem aus Granit bestehenden Teil des Gebirges. Am Bergfuß enden in Karen drei bedeutende Täler der Niederen Tatra, nämlich Ľupčianska dolina im Nordwesten, Krížska dolina im Nordosten und Lomnistá dolina im Süden. Am Berg beginnt ein nach Norden verlaufender Seitenkamm, der mit der 1315 m n.m. hohen Ľupčianska Magura unweit Partizánska Ľupča endet.
Im November 1944 passierten nach der Niederschlagung des Slowakischen Nationalaufstandes im Zweiten Weltkrieg in die Berge geflüchtete Einheiten der aufständischen Armee den Berg. Wegen Erschöpfung und Kälte starben mehrere Soldaten und politische Mitarbeiter an den Hängen, darunter der tschechoslowakische kommunistische Politiker Jan Šverma.

## Tourismus
Der Chabenec ist nur zu Fuß erreichbar. Über den Gipfel passiert ein rot markierter Wanderweg zwischen dem Sattel Hiadeľské sedlo und Chopok, hier Teil des Europäischen Fernwanderwegs E8 und zugleich des slowakischen Fernwanderwegs Cesta hrdinov SNP. Talwärtige Anschlüsse gibt es Richtung Magurka (grün markierter Wanderweg) und Jasenie (blau markierter Wanderweg) westlich des Chabenec.